# Kraljevstvo Damot
Kraljevstvo Damot ili D'mt (Južno arapsko pismo musnad: ), bilo je kraljevstvo koje se nalazilo na tlu današnje Eritreje i sjeverne Etiopije od 8. st. do 7. st. pr. Kr. 
Kako postoji svega nekoliko povijesnih zapisa o Kraljevstvu Damot, a i vrlo malo arheoloških tragova (do sada) o Damotu se vrlo malo zna. Čak nije ni jasno je li Damot kao civilizacija završio pretopivši se u Kraljevstvo Aksum, ili je bio samo jedna od manjih država od kojih je nastalo Kraljevstvo Aksum oko početka naše ere.
Dugo se držalo da je glavni grad ove kraljevine bila Jeha, međutim današnji arheolozi, poput Petera Schmidta, misle da je lokalitet Jeha premali da bi u njemu bio glavni grad, po njemu "Jeha je vjerojatno bila jedno od glavnih vjerskih i ritualnih središta (velika nekropola), ali svakako nije bila glavni grad."
Kraljevstvo Damot je gradilo vrlo razvijene sustave za navodnjavanje, u zemljoradnji su koristili plugove,  uzgajali su proso, i koristili su se oružjem i alatima od željeza.
Neki suvremeni povjesničari kao što su Stuart Munro-Hay, Rodolfo Fattovich, Ayele Bekerie, Kajina Felder, Efrajim Isaac drže civilizaciju Damot autohtonom, iako priznaju veliki Sabejski utjecaj zbog njihove dominacije po Crvenom moru, dok drugi poput Josipa Michelsa, Henri de Contensona, Tekle-Tsadika Mekourija, i Stanleya Bursteina drže Kraljevstvo D'mt kao rezultat interakcije između Sabejaca i autohtonog stanovništva na tom ozemlju.
Protiv teza o ključnom uticaju Sabejaca na Kraljevstvo D'mt, govore i najnovija lingvistička istraživanja, po kojima drevni semitski jezik kojim se govorilo u sjevernoj Etiopiji i Eritreji u antičko vrijeme - Geez, nema porijeklo u Sabejskom jeziku.
U međuvremenu su prikupljeni dokazi o postojanju semitskih jezika u Etiopiji i Eritreji starih 2000. g. prije Krista. Zato se danas drži da je sabejski utjecaj na kraljevstvo Damot bio ograničen na svega nekoliko lokaliteta, a i tamo se gubi nakon nekoliko desetljeća (ili stoljeća), ti lokaliteti su možda bili trgovačke ili vojne kolonije, koje su živjele u nekoj vrsti simbioze ili saveza s Kraljevstvom Damot (D'mt) ili neke od proto-Aksumitske države.
Nakon propasti Kraljevstva Damot u 5. st. pr. Kr., na toj zaravni kao slijednici pojavilo se puno manjih kraljevstva, sve dok ih nije sve zasjenilo i ujedilo Kraljevstvo Aksum. 
Aksumite Britanija, predak srednjovjekovne i moderne Eritreje i sjeverne Etiopije tijekom prvog stoljeća, koji bio u mogućnosti za ponovno ujedinjenje područja.

## Poznati vladari
Vremenska lista od četiri poznata vladara Kraljevstva Damot
- W'rn Ḥywt (oko 700. pr. Kr.) - suvremenik sabejskog mukariba Karibil Vatara I.
- Rd'm -naslov mukarib
- Rbh - naslov mukarib
- Lmn - naslov mukarib

## Pogledajte i ovo
- Kraljevstvo Aksum
- Etiopija
- Eritreja